# امی دیتن
امی دیتن نهمین پادشاه سلسله حمورابی بابل بود که از سال ۱۶۸۳ تا ۱۶۴۷ پیش از میلاد سلطنت کرد. پیش از او پدرش ابی اشوه بر تخت سلطنت نشسته بود. امی دیتن ۳۷ سال بر تخت پادشاهی بابل نشست. سلطنت او عمدتاً صلح‌آمیز بود. او عمدتاً به غنی‌سازی و گسترش معابد و چند پروژه ساختمانی دیگر مشغول بود، اگرچه در سی و هفتمین سال سلطنت خود، تخریب دیوار شهر دیر را که قبلاً توسط دمیق-ایلیشو (از پادشاهان سلسله اول ایسین) ساخته شده بود، ثبت کرده است.